# Фідес — Угорський громадянський союз
Фідес — Угорський громадянський союз (угор. Fidesz — Magyar Polgári Szövetség) — угорська права, націонал-консервативна партія. Одна з двох найбільших політичних партій Угорщини. Утворена 30 березня 1988 року. За своєю ідеологією є правоцентристською та консервативною. Є членом  та групи Патріоти за Європу та Центристського демократичного інтернаціоналу. До 2021 входила до Європейської народної партії. Лідер партії Віктор Орбан обіймає посаду прем'єр-міністра країни з 2010 року.
Молодіжна організація — Фіделітас.

## Альянс молодих демократів (1988—1995)
30 березня 1988 37 антикомуністично налаштованих студентів заснували Альянс молодих демократів (угор. Fiatal Demokraták Szövetsége), скорочено Фідес (угор. Fidesz).
1990 року на перших у пострадянській історії Угорщини вільних парламентських виборах Альянс здобув 8,95 % голосів і сформував власну фракцію, що об'єднала 22 депутатів. 1992 року партію прийняли до Ліберального інтернаціоналу.
У 1992–1993 роках віцепрезидент партії Віктор Орбан, перемігши у внутрішньопартійній боротьбі Габора Фодора і його ліберальних прихильників, домігся зміщення партії вправо. Після цього частина ліберального крила на чолі з Фодором покинули партію, перейшовши до Альянсу вільних демократів.
Розкол призвів до того, що на виборах 1994 року Фідес здобув тільки 7,02 % голосів і 20 мандатів.

## Фідес— Угорська громадянська партія (1995—2003)
1995 року Альянс молодих демократів перейменували на Фідес — Угорська громадянська партія (угор. Fidesz — MPP). Вибори до парламенту у травні 1998 року принесли партії перемогу, вона здобула 28,18 % голосів і 148 з 386 місць в парламенті. Вступивши в коаліцію з Незалежною партією дрібних господарів і Угорським демократичним форумом, Фідес сформував уряд на чолі зі своїм лідером, 35-річним Орбаном.
Наприкінці 2000 року зміна політичної орієнтації завершилась. У листопаді Фідес вийшов із Ліберального інтернаціоналу і вступив до Європейської народної партії. У грудні того ж року партія також стала членом Європейського демократичного союзу.
На виборах 2002 року навіть незважаючи на те, що Фідес здобув 41,07 % голосів і збільшив своє представництво в парламенті з 147 депутатів до 164, керівна коаліція отримала лише 188 депутатських мандатів і була змушена перейти в опозицію.

## Фідес— Угорський громадянський союз (2003—)
2003 року партія стала називатися Фідес — Угорський громадянський союз. Крім того ухвалили новий статут, згідно з яким зросли повноваження президента партії. Керівником оновленої організації знову обрали Віктора Орбана.
Значного успіху партія досягла 2004 року, здобувши на виборах до Європейського парламенту 47,4 % голосів і 12 мандатів, тобто половину всіх місць від Угорщини. На виборах до парламенту у квітні 2006 року Фідес брав участь у коаліції з Християнсько-демократичною народною партією і знову не зміг сформувати уряд. Обидві партії здобули 42,03 % голосів і завоювали 164 мандата, у тому числі 141 дістався Фідес. На виборах до Європарламенту 2009 року Фідес здобув рішучу перемогу, отримавши 56,4 % голосів і здобувши 14 мандатів з 22, відведених для Угорщини.
На парламентських виборах 2010 року партія в коаліції з Християнсько-демократичною народною партією здобула більшість місць вже у першому турі голосування (206 місць від загального числа в 386). Кандидати Фідес — ХДНП здобули абсолютну більшість голосів у 119 з 176 одномандатних округів, у 56 з 57 інших вони здобули відносну більшість. У другому турі кандидати Фідес — ХДНП перемогли в 53 з 57 одномандатних округів, що залишились, ще в одному окрузі переміг єдиний кандидат Фідес — ХДНП — Партії підприємців. Загалом коаліція на чолі з Фідес здобула 263 місця з 386 (68,1 % місць).